# فلم سرقة

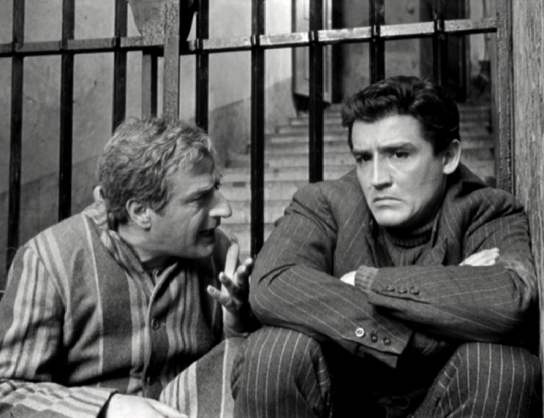

فيلم سرقة(بالإنجليزية: Heist film) هي أفلام تدور قصته حول مجموعة افراد أو فرد يحاول سرقة شى ما.يركز الفيلم عن شخصيات تقوم بالتخطيط لخطة ما لسرقة والهروب بالمسروقات.وغالب يكون هناك جهة أخرى تحاول احباط محاولة السرقة في الغالب تكون الشرطة.

## أفلام عن السرقة
- فيلم نوار
- إنه عالم مجنون مجنون مجنون مجنون